# おとめ座イオタ星
おとめ座ι星 (おとめざイオタせい、ι Vir / ι Virginis) は、おとめ座の方角にある恒星で4等星。

## 概要
スペクトル分類ではF7IIIと巨星に分類されているが、まだ準巨星の段階にあり、中心核でヘリウムの核融合が始まる直前の段階であると考えられている。また、F型主系列星で伴星を伴う脈動変光星の一種であるかじき座γ型変光星である可能性も示唆されており、2010年に周囲を55年で公転する伴星を発見したとする研究結果が発表された。伴星の直接検出には成功していないが、太陽の0.6倍の質量を持つ主系列星か白色矮星であると考えられている。
また2011年には、約1.2光年離れた位置にある恒星HD 125354とも、連星を成している可能性が示唆された。

## 名称
固有名のシュルマ (Syrma) は、ギリシャ語で「ドレスのすそ」を意味する συρμα に由来する。これはトレミーの『アルマゲスト』の中でι星の説明に使われていたことから、近年になって名称として使われるようになったものである。かつては、κ星、λ星とともに、アラビアの月宿で15番目の al-ḡafr（「覆い」）とされていた。2016年9月12日、国際天文学連合の恒星の固有名に関するワーキンググループは、Syrma をおとめ座ι星の固有名として正式に承認した。